# Akcja Taśma
Akcja Taśma – jedna z większych operacji bojowych Kedywu Armii Krajowej w czasie II wojny światowej poprzedzających wybuch powstania warszawskiego.

## Historia
W sierpniu 1943 roku dowództwo Armii Krajowej poleciło Kierownictwu Dywersji przygotowanie szeregu akcji zbrojnych wymierzonych w niemieckie posterunki graniczne pomiędzy Generalnym Gubernatorstwem a terytoriami polskimi włączonymi do Rzeszy. Do lutego 1944 roku zniesiono trzynaście posterunków niemieckich przy niewielkich stratach własnych strony polskiej.
Mimo powodzenia akcji podziemie dotkliwie odczuło śmierć harcmistrza Tadeusza Zawadzkiego „Zośki”, jednego z wybijających się dowódców polskiego podziemia (Grupy Szturmowe), który poległ w ataku na strażnicę Grenzschutzpolizei w Sieczychach koło Wyszkowa w nocy z 20 na 21 sierpnia 1943 roku, uczestnicząc w akcji „Taśma” jako obserwator.

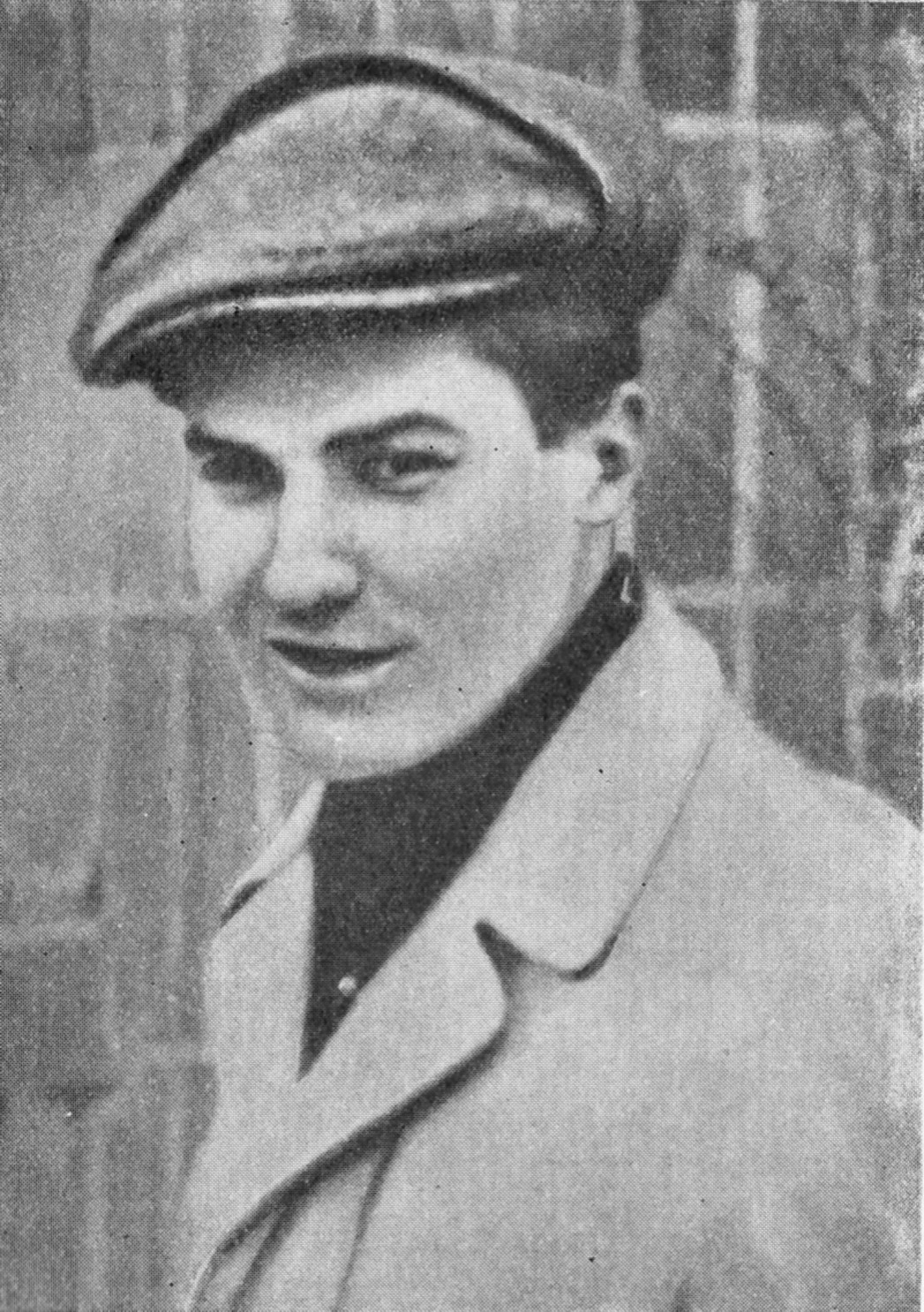
Tadeusz Zawadzki „Zośka”

Tak pisał o tym Stanisław Broniewski „Orsza”:
Marsz na miejsce akcji wykonano planowo. O określonej godzinie oddział był na miejscu, gotów do uderzenia. Powodzenie akcji było całkowicie uzależnione od zaskoczenia Niemców. Tymczasem po rzuceniu granatów nastąpiła chwila wyczekiwania – trwała ona ułamki sekund, lecz była niewątpliwie tym, co wielu teoretyków wojny nazywa kryzysem boju. Kryzys przełamał Tadeusz, podrywając najbliższych chłopców do ataku. Pierwszy wpadł w drzwi strażnicy i tu trafił go śmiertelny strzał w samo serce. Walka została wygrana; strażnica opanowana; Niemcy wybici. Z naszej strony tylko jedna strata – Tadeusz...
Nie znajduje to potwierdzenia w relacjach uczestników akcji. W czasie walki nie było momentu kryzysu. Natomiast jest faktem, że Tadeusz brał żywy udział zarówno w działaniach przygotowawczych, jak i w trakcie samej akcji, wskutek czego niektórzy uczestnicy sądzili, że to on jest dowódcą, a nie Andrzej Morro, który znany był tylko w swym najbliższym środowisku.
W kilka dni po śmierci Tadeusza Zawadzkiego powstał batalion AK o nazwie „Zośka”, który odznaczył się w walkach na Woli, Starówce i Czerniakowie w dniach powstania.